# Raymond Ceulemans
Raymond Ceulemans (* 12. Juli 1937 in Lier) ist ein belgischer Billardspieler.
Raymond Ceulemans ist 33-facher Weltmeister, 44-facher Europameister, war 61-facher belgischer Meister und gilt in seinem Heimatland als Nationalheld. Er führte die von René Vingerhoedt in den 1940er und 1950er Jahren begonnene Dominanz belgischer Spitzenspieler in den 1960er, 1970er und 1980er Jahren fort. Seine einmalige Titelsammlung und die Tatsache, dass er über 40 Jahre lang die Billard-Szene mitbeherrschte und auch im Alter von heute 88 Jahren noch auf internationalem Niveau spielt, berechtigen die Bezeichnung „der weltbeste Karambolage-Billardspieler aller Zeiten“. Spieler wie Frédéric Caudron setzen die Tradition der belgischen Spitzenspieler im Karambolagebillard fort.

## Leben
Mit 7 Jahren begann er das Spiel auf dem heimischen „Kaffee-Tisch“ seines Vaters. Mit 15 Jahren trat er in Antwerpen in einen Billardverein ein, spielte aber weiterhin nebenbei auch hervorragend Fußball. Er erlernte den Beruf des Diamantschleifers. 1958 wurde er von einem Zweit-Liga-Fußballverein entdeckt – zu einem Wechsel kam es aber nicht, Raymond Ceulemans entschied sich für Billard.
Seinen ersten nationalen Titel gewann er 1961 mit 23 Jahren, als er Dreiband-Meister in Belgien wurde. 1962 wurde er Dreiband-Europameister und 1963 erkämpfte er sich den ersten Weltmeistertitel im Dreiband. Ab diesem Zeitpunkt dominierte er das Dreiband weltweit und gewann die WM zehn Jahre in Folge bis 1973. Außerdem errang er den Titel noch von 1975 bis 1980, 1983, 1985, 1987 und 1990. 1986, 1987 und 1990 sicherte er sich zusätzlich den Gesamtweltcup im Dreiband. Beim Weltmeisterschaftsturnier 1978 in Las Vegas erzielte er eine durchschnittliche Punktzahl von 1,679 pro Aufnahme und damit den bis dahin höchsten Turnier-GD sowie den höchsten WM-Durchschnitt, der erst 1997 durch Torbjörn Blomdahl überboten wurde.
Er zog sich 1992 aus gesundheitlichen Gründen für einige Zeit aus dem Sport zurück, kehrte 1993 dann aber wieder zurück und gewann 1995 seinen bis heute letzten Weltcup. Mit 60 Jahren spielte er 1997 seine beste Partie (40 Punkte in 8 Aufnahmen) und seinen höchsten GD von 2,307.
Im Jahr 2001 gewann er sensationell mit 64 Jahren noch einmal die Dreiband-Weltmeisterschaft. Seit seinem einhundertsten internationalen Turnier-Sieg in Las Vegas nennt man ihn in Billardkreisen Mister 100.
Am 27. Oktober 2012 gewann er sein 300. Spiel in der holländischen Ehrendivision gegen den deutschen Nationalspieler Stefan Galla.
Bei der im Juni 2018 ausgetragenen „Trophy of Legends“ im belgischen Eeklo setzte sich der 80-Jährige im Finale gegen seinen „ewigen Konkurrenten“ und Freund Ludo Dielis mit 40:10 in 29 Aufnahmen durch.

## Erfolge
- Dreiband Weltmeister (UMB) 1963–1973, 1975–1980, 1983, 1985, 1990, 2001 (21×)
- Gesamt-Dreiband-Weltcup-Sieger (BWA) 1986, 1987, 1990
- Dreiband-Weltcup, 9 Einzelsiege

- Dreiband Grand Prix:  1987/3, 1988/1, 1992/2, 1995/5  1988/2, 1989/4, 1989/5, 1991/8, 1992/8, 1996/1, 1996/4, 2003/1  1987/2, 1987/4, 1987/7, 1991/3, 1991/5, 1992/4, 1996/2, 1996/3, 1996/3

- Weltmeister im Einband 1968, 1976–1979, 1984 (6×)
- Weltmeister im Cadre 47/1 1976
- Weltmeister in der Freien Partie 1969
- Weltmeister im Fünfkampf 1965, 1972, 1974, 1975
- Europameister im Dreiband 1962–1971, 1973–1983, 1987, 1992 (23×)
- Europameister im Einband 1963–1967, 1969, 1970, 1977–1979, 1984–1986 (13×)
- Europameister im Cadre 71/2 1963, 1966, 1968, 1971, 1979
- Europameister im Cadre 47/1 1976
- Europameister im Fünfkampf 1973, 1979
- Fünfkampf-Europameisterschaften für Nationalmannschaften:  1969, 1971, 1975, 1992  1977, 1983  1979, 1981
- Coupe d’Europe: 1967–1969, 1986
- Trophy of Legends: 2018
- Belgische Dreiband-Meisterschaft:  24 ×  8 ×  4 ×

Quellen:

## Ehrungen
- 1978 wurde er in Belgien zum Sportler des Jahres gewählt.
- 2001 wurde er in die Hall of Fame des Billiard Congress of America aufgenommen.
- 2003 wurde er von König Albert II. zum Ritter geadelt.

## Werke
- Raymond Ceulemans: Mister 100. Het driebandenspel. Verlag Van Belle, Brüssel 1979, ISBN 90-70252-07-4.
- Ben de Graaf, Raymond Ceulemans: Het groene rijk van Raymond Ceulemans. Edition Helios, Antwerpen 1982, ISBN 90-333-0053-2.